# Balázs Tóth
Balázs Tóth (Ózd, 24 settembre 1981) è un ex calciatore ungherese, di ruolo centrocampista.
Ha debuttato con la Nazionale di calcio dell'Ungheria il 19 febbraio 2004.

## Palmarès

### Club

#### Competizioni nazionali
- Coppa del Belgio: 1

Genk: 2008-2009
- Supercoppa del Belgio: 1

Genk: 2011